# Noruega en los Juegos Europeos
Noruega en los Juegos Europeos está representada por el Comité Olímpico Noruego, miembro de los Comités Olímpicos Europeos. Ha obtenido un total de 19 medallas: 6 de oro, 4 de plata y 9 de bronce.

## Medalleros

### Por edición
| Evento        | Oro | Plata | Bronce | Total |
| ------------- | --- | ----- | ------ | ----- |
| Bakú 2015     | 0   | 0     | 2      | 2     |
| Minsk 2019    | 0   | 0     | 2      | 2     |
| Cracovia 2023 | 6   | 4     | 5      | 15    |
| TOTAL         | 6   | 4     | 9      | 19    |

### Por deporte
| Evento         | Oro | Plata | Bronce | Total |
| -------------- | --- | ----- | ------ | ----- |
| Atletismo      | 1   | 0     | 1      | 2     |
| Esgrima        | 0   | 0     | 1      | 1     |
| Kickboxing     | 0   | 1     | 2      | 3     |
| Lucha          | 0   | 0     | 3      | 3     |
| Salto en esquí | 0   | 1     | 0      | 1     |
| Taekwondo      | 0   | 1     | 0      | 1     |
| Tiro           | 2   | 1     | 2      | 5     |
| Triatlón       | 3   | 0     | 0      | 3     |
| TOTAL          | 6   | 4     | 9      | 19    |